# Hășdău
Hășdău – wieś w Rumunii, w okręgu Hunedoara, w gminie Toplița. W 2011 roku liczyła 330 mieszkańców.